# مهلکه
مهلکه (به انگلیسی: The Hurt Locker) نام یک فیلم درام جنگی به نویسندگی مارک بول و کارگردانی کاترین بیگلو و با بازی جرمی رنر محصول سال ۲۰۰۹ آمریکا است. در رسانه‌های فارسی‌زبان از این فیلم با نام‌های قفسه درد، گنجه رنج و میدان بلا نیز یاد شده‌است.

## داستان
فیلم داستان چند سرباز آمریکایی به فرماندهی گروهبان اول، ویلیام جیمز (با بازی جرمی رنر) را روایت می‌کند که در خاک عراق مأمور خنثی کردن بمب‌های جاده‌ای هستند که شورشیان عراق در معابر سطح شهر کار می‌گذارند. انگیزه زیاد و علاقهٔ مفرطی که ویلیام جیمز شخصاً در مأموریت‌های خطیرش بروز می‌دهد باعث تعجب و رعب هم‌قطارانش می‌شود. این وابستگی شدید ویلیام جیمز به انجام مأموریت‌های خطیر و حتی خارج از وظایف تعیین شده و انگیزهٔ بالایی که در موفق انجام دادن تمام آن‌ها دارد تا آنجا ادامه پیدا می‌کند که در یکی از مأموریت‌ها …

## جوایز و نامزدی‌ها
مهلکه، نامزد نه جایزهٔ اسکار شد که توانست شش جایزه را کسب کند، در مراسم گلدن گلوب نامزد سه گوی طلایی بود که هیچ‌کدام را به‌دست نیاورد و در بفتا نیز نامزد هشت جایزه بود که توانست شش عدد از جوایز را برنده شود.
| جایزه گلدن گلوب ۲۰۱۰ | بهترین فیلم درام          |              | نامزد |
| جایزه گلدن گلوب ۲۰۱۰ | بهترین کارگردانی          | کاترین بیگلو | نامزد |
| جایزه گلدن گلوب ۲۰۱۰ | بهترین فیلمبرداری         |              | نامزد |
| جایزه اسکار ۲۰۱۰     | بهترین فیلم               |              | برنده |
| جایزه اسکار ۲۰۱۰     | بهترین کارگردان           | کاترین بیگلو | برنده |
| جایزه اسکار ۲۰۱۰     | بهترین فیلمنامه اورجینال  | کاترین بیگلو | برنده |
| جایزه اسکار ۲۰۱۰     | بهترین بازیگر نقش اول مرد | جرمی رنر     | نامزد |
| جایزه اسکار ۲۰۱۰     | بهترین میکس صدا           |              | برنده |
| جایزه اسکار ۲۰۱۰     | بهترین تدوین صدا          |              | برنده |
| جایزه اسکار ۲۰۱۰     | بهترین تدوین              |              | برنده |
| جایزه اسکار ۲۰۱۰     | بهترین فیلمبرداری         |              | نامزد |
| جایزه اسکار ۲۰۱۰     | بهترین موسیقی             |              | نامزد |
| جایزه بفتا۲۰۱۰       | بهترین فیلم               |              | برنده |
| جایزه بفتا۲۰۱۰       | بهترین کارگردان           | کاترین بیگلو | برنده |
| جایزه بفتا۲۰۱۰       | بهترین فیلمبرداری         | بری آکروید   | برنده |
| جایزه بفتا۲۰۱۰       | بهترین فیلمنامهٔ اورجینال  |              | برنده |
| جایزه بفتا۲۰۱۰       | بهترین تدوین              |              | برنده |
| جایزه بفتا۲۰۱۰       | بهترین صدا                |              | برنده |
| جایزه بفتا۲۰۱۰       | بهترین جلوه‌های ویژه       |              | نامزد |
| جایزه بفتا۲۰۱۰       | بهترین بازیگر مرد         | جرمی رنر     | نامزد |

### فیلم از نگاه منتقدان
| منتقدان/جوایز                  | بهترین فیلم سال | بهترین کارگردانی | بهترین بازیگر مرد | بهترین فیلمنامه | بهترین فیلمبرداری |
| ------------------------------ | --------------- | ---------------- | ----------------- | --------------- | ----------------- |
| هیئت منتقدان فیلم سانفرانسیسکو | آری             | آری              |                   |                 |                   |
| هیئت منتقدان فیلم شیکاگو       | آری             | آری              | آری               | آری             | آری               |
| هیئت منتقدان فیلم لس انجلس     | آری             | آری              |                   |                 |                   |
| هیئت منتقدان فیلم نیویورک      | آری             | آری              |                   |                 |                   |
| هیئت منتقدان فیلم بوستون       | آری             | آری              | آری               |                 | آری               |
| هیئت منتقدان فیلم واشینگتن     |                 | آری              |                   |                 |                   |